# Gezicht op Amsterdam vanaf de Amsteldijk
Gezicht op Amsterdam vanaf de Amsteldijk is een schilderij van Jacob van Ruisdael in het Amsterdam Museum.

## Voorstelling
Het stelt de stad Amsterdam voor, gezien vanaf het zuiden. De blik is gericht op de Hogesluis en via de Amstel verder de stad in. In de verte zijn de contouren zichtbaar van onder andere de Munttoren, het stadhuis (nu Paleis op de Dam), de Zuiderkerk, de Oude Kerk, de Portugees-Israëlietische Synagoge en de Oosterkerk. Wat meer op de voorgrond staat links de Utrechtsepoort en rechts de Weesperpoort met daartussen de bastions Wester- en Oosterblokhuis met daarop de molens De Groen en De Bul. De vier molens linksvoor liggen aan de Zaagmolensloot, de huidige Albert Cuypstraat. Deze molens werden gebruikt om hout te zagen, voornamelijk bestemd voor de scheepsbouw.
Van Ruisdael is een van de weinige 17e-eeuwse schilders die Amsterdam van de Amstelzijde schilderde en niet vanaf de IJzijde. De schilder heeft dit stadsgezicht waarschijnlijk geschetst vanaf het torentje van de Pauwentuin, een uitspanning aan de Amsteldijk ter hoogte van de huidige Ceintuurbaan. Hij veroorloofde zich wel enkele topografische vrijheden, waarmee hij zijn stadsgezicht verbeterde.

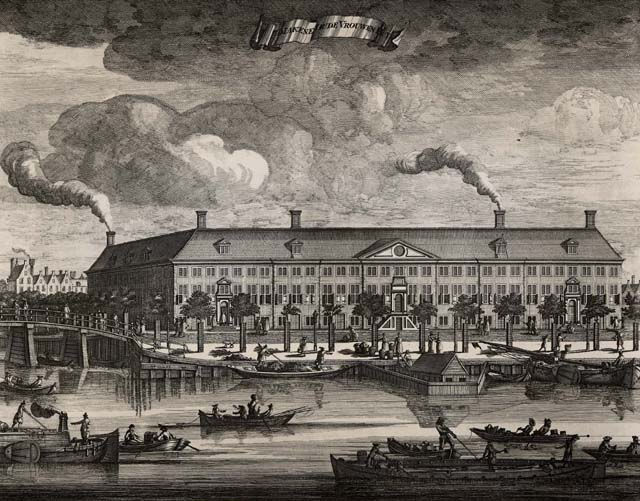
Amstelhof in 1693

## Toeschrijving en datering
Het schilderij is onder links van het middel gesigneerd ‘JvRuisdael’ gevolgd door een niet meer leesbare datering. Het is geschilderd na de voltooiing van de Vierde Uitleg van Amsterdam in 1662. De verkregen bouwgrond werd vervolgens in een vrij langzaam tempo volgebouwd. Een van deze gebouwen was het Amstelhof, dat in het midden van het schilderij is afgebeeld, direct boven de Hogesluis. De bouw hiervan begon in 1681, wat betekent dat het schilderij dat jaar of het jaar daarop – Van Ruisdael overleed in 1682 – tot stand kwam. De schilder beeldde het af met te veel schoorstenen, vermoedelijk omdat het op dat moment nog niet voltooid was.

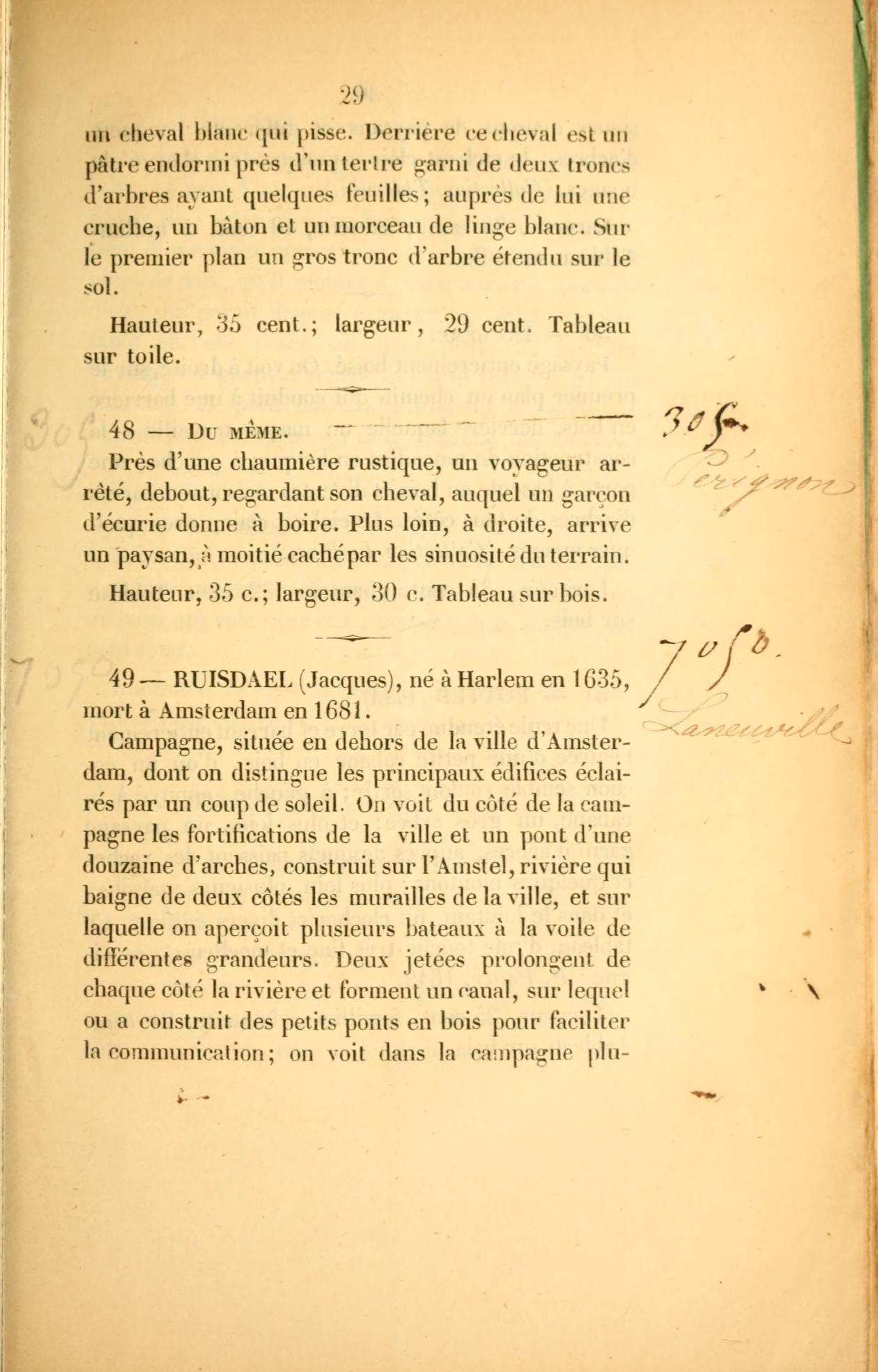
Geannoteerde veilingcatalogus van M. de Guignes in het Philadelphia Museum of Art

## Herkomst
Het werk werd waarschijnlijk geveild op 17 april 1811 (mogelijk de verkoping van de Comte d'Arlet). Later was het in het bezit van Cathérine Thévenin in Parijs, wier verzameling op 20 december 1819 geveild werd door veilingmeester Paillet in Parijs. Op 17 januari 1846 werd het tijdens de boedelveiling van een zekere monsieur De Guignes bij veilinghuis Bonnefons in Parijs voor 7050 frank verkocht aan een zekere Laneuville voor de verzameling van Charles de Morny. Op 24 mei 1853 werd zijn verzameling geveild bij veilinghuis Drouot eveneens in Parijs. Later was het vermoedelijk in het bezit van Herman de Kat in Dordrecht, wiens boedelveiling op 2 en 3 mei 1866 plaatsvond eveneens bij Drouot in Parijs. Weer later was het in het bezit van de Nederlandse bankier Henri Louis Bischoffsheim in Londen. Deze liet het na zijn dood in 1908 na aan zijn weduwe, die het op haar beurt naliet aan hun dochter, Amélie FitzGerald-Bischoffsheim. Zij liet het op 7 mei 1926 veilen bij Christie's in Londen, waar het voor 1700 guineas gekocht werd door de Nederlandse kunsthandelaar Anthonius Wilhelmus Mari Mensing. Vanaf 1928 was het in het bezit van de familie Philips in Eindhoven. Na het overlijden van Frits Philips in 2005 werd het voor 1.688.000 pond geveild bij veilinghuis Sotheby's in Londen. Later was het in het bezit van kunsthandel Noortman Master Paintings in Maastricht, die het op 17 november 2008 verkocht aan het Amsterdam Museum.
Landschap met een hut (1646) · De Joodse begraafplaats (ca. 1650) · Gezicht op Haarlem uit het noordwesten, met de blekerijen op de voorgrond (1650-82) · Gezicht op kasteel Bentheim (1653) · Heuvelachtig korenveld (ca. 1660) · Het Huis Kostverloren aan de Amstel (1660-1682) · Gezicht op het Damrak in Amsterdam (ca. 1670) · De molen bij Wijk bij Duurstede (ca. 1670) · Gezicht op Haarlem met bleekvelden (1670-75) · Gezicht op Amsterdam vanaf de Amsteldijk (1681-82)